# Frumușița (gmina)
Frumușița – gmina w Rumunii, w okręgu Gałacz. Obejmuje miejscowości Frumușița, Ijdileni i Tămăoani. W 2011 roku liczyła 4800 mieszkańców. 